# Karen Ellemann
Pour les articles homonymes, voir Ellemann.
Karen Ellemann, née le 26 août 1969 à Charlottenlund (Danemark), est une femme politique danoise membre du Parti libéral du Danemark (V).
Elle est nommée ministre de l'Intérieur et des Affaires sociales du Danemark en 2009, puis devient ministre de l'Environnement et ministre de la Coopération nordique entre 2010 et 2011. Elle redevient ministre de l'Intérieur et des Affaires sociales en 2015 puis est nommée ministre de l'Égalité et de la Coopération nordique en 2016.

## Biographie

### Formation et carrière
En 1989, elle obtient son diplôme de l'enseignement secondaire, puis est engagée comme consultante par The Voice en 1991. Trois ans plus tard, elle devient manager chez Scandinavian Models, avant d'obtenir un poste de directrice administrative à Brinkmann Kommunikation en 1995.
Elle n'occupe ce poste qu'un an, puisqu'elle est nommée manager du Dagmar Teatret en 1996 et ce pour une durée de trois ans. À partir de 1999, elle travaille comme journaliste indépendante, mais renonce trois ans plus tard pour suivre une formation d'institutrice, qu'elle achève en 2004.

### Vie de famille
Karen Ellemann est la fille de l'ancien ministre des Affaires étrangères Uffe Ellemann-Jensen, qui fut également président du Parti libéral du Danemark (V). Divorcée, elle est mère de deux enfants, nés en 1998 et 1999.

## Parcours politique
Après avoir siégé au conseil municipal de Rudersdal, elle a été élue députée au Folketing en 2007 et a depuis siégé au sein de la commission des Services sociaux et la commission de l'Immigration. À partir de cette même année, elle a également occupé le poste de porte-parole du Parti libéral du Danemark pour les questions sur la famille, l'immigration et l'intégration.
Le 7 avril 2009, Karen Ellemann devient ministre de l'Intérieur et des Affaires sociales dans le gouvernement minoritaire du libéral Lars Løkke Rasmussen. Avec la ministre de l'Emploi Inger Støjberg, elle est la seule qui ne siégeait pas dans le gouvernement précédent.
Elle a été nommée ministre de l'Environnement et ministre de la Coopération nordique à l'occasion d'un vaste remaniement ministériel effectué le 23 février 2010 ; elle conserve son poste jusqu'à la fin de la législature, en 2011.
Le 28 juin 2015, elle redevient ministre de l'Intérieur et des Affaires sociales après la victoire de Lars Løkke Rasmussen aux élections législatives. Le 28 novembre 2016, elle devient ministre de l'Égalité et de la Coopération nordique à la suite d'un remaniement ministériel.
Le 2 mai 2018, elle quitte le gouvernement en vue de devenir le lendemain la présidente du groupe parlementaire du Parti libéral. Elle occupe ce poste jusqu'aux élections de 2019 lors desquelles elle est réélue pour un nouveau mandat. 
Elle est réélue au Folketing lors des élections législatives du 1er novembre 2022, mais ne prend en revanche pas ses fonctions, étant désignée pour assumer à partir du 1er janvier 2023 le poste de secrétaire-générale du conseil nordique des ministres.

## Réferences
1. 1 2 3  (da) « Karen Ellemann (V) », sur ft.dk (consulté le 7 mars 2025)
2. ↑  (da) « Løkke håber på Karen Ellemann som Venstres nye gruppeformand », sur berlingske.dk, 2 mai 2018 (consulté le 7 mars 2025)
3. ↑  (da) « Folketingsvalg onsdag 5. juni 2019 - Valgte kandidater og stedfortrædere », sur Danmarks Statistik (consulté le 7 mars 2025)
4. ↑  (da) « Folketingsvalg tirsdag 1. november 2022 - Valgte kandidater og stedfortrædere », sur Danmarks Statistik (consulté le 7 mars 2025)
5. ↑  (da) « Venstres Karen Ellemann forlader Folketinget », sur altinget.dk, 14 novembre 2024 (consulté le 7 mars 2025)